# Ivor Novello Awards
Ivor Novello Awards, znane również jako The Ivors – nagrody przyznawane tekściarzom i kompozytorom w Londynie przez Brytyjską Akademię Kompozytorów i Tekstopisarzy - British Academy of Composers and Songwriters.
Nazwa wyróżnienia pochodzi od urodzonego w Cardiff w Walii artysty, Ivora Novello. Nagrody po raz pierwszy zostały rozdane w 1955 roku.

## Laureaci Ivor Novello Awards
Od 1955 nagrodę zdobyli m.in. Neil Innes, Iron Maiden, Cat Stevens, The Darkness, Amy Winehouse, Dido, Madonna, Jeff Lynne, Freddie Mercury, Brian May, David Bowie, Ray Davies, Kate Bush, Eric Clapton, John Lennon, Annie Lennox, Martin Gore, Paul McCartney, Madness, Duran Duran, George Michael, Sting, Kylie Minogue, Phil Collins, Tim Rice-Oxley, Jamiroquai, Gary Barlow, Robbie Williams, Ed Sheeran.